# Narciso Pascual Colomer
Pour les articles homonymes, voir Colomer.
Narciso Pascual Colomer, également connu sous le nom de Narciso Pascual y Colomer, né à Valence (Espagne) en 1801 (ou à Madrid en 1808) et mort à Madrid (Espagne) le 9 juin 1870, est un architecte espagnol.
Représentant du néoclassicisme tardif et des styles historicistes, il est l'un des architectes les plus importants du règne d'Isabelle II.
La majorité de ses œuvres se trouvent à Madrid, comme le palais des Cortès (1843–1850), siège du Congrès des députés.

## Biographie

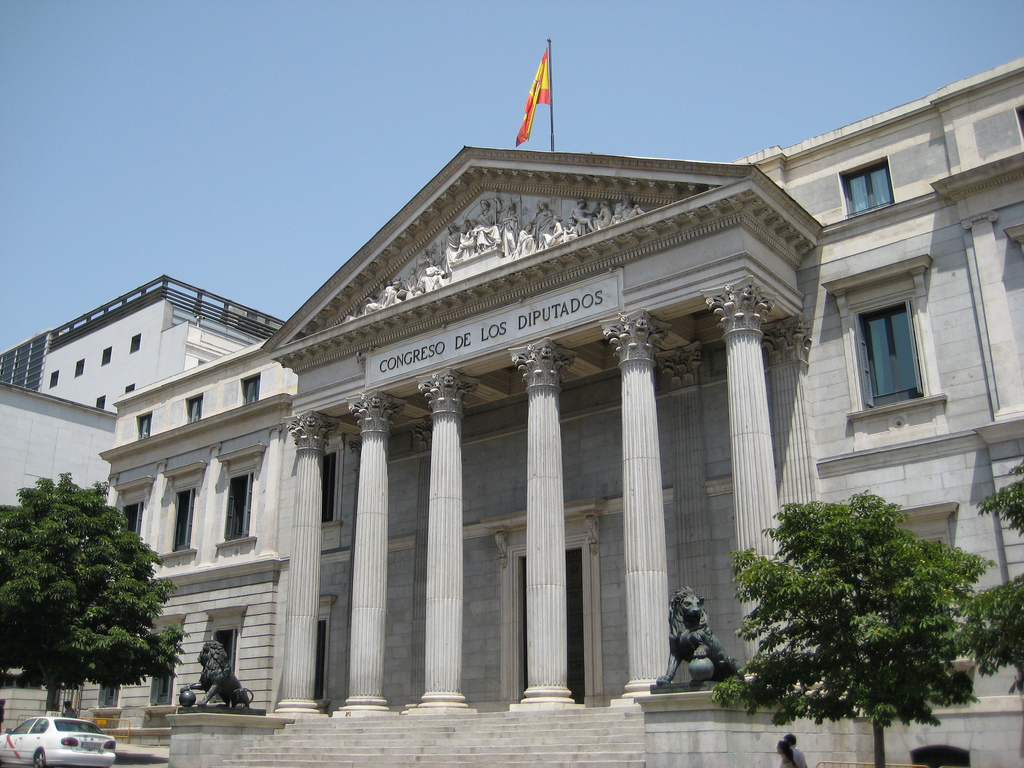
Palais des Cortès.

En plus de son travail d'architecte, Narciso Pascual Colomer s'occupe de la restauration de bâtiments, notamment celles de l'université centrale de Madrid, de l'Observatoire royal de Madrid (es) et de l'église Saint-Jérôme-le-Royal (San Jerónimo el Real), sur commande du roi consort François d'Assise de Bourbon-Espagne. Il ajoute une tour néo-gothique à cette dernière, pour laquelle il refait également des corniches, des pinacles et la façade principale, fortement endommagée pendant la guerre d'indépendance.
Il a été membre de l'Académie royale des Beaux-Arts Saint-Ferdinand avec Enrique María Repullés et Ricardo Velázquez Bosco.

## Œuvre
- Cimetière du Sacramental de San Ginés y San Luis (es), Madrid, 1843
- Palacio del Congreso de los Diputados (palais des Cortès), Madrid, 1843-1850
- Projets de estufas pour fleurs en la Casa de Campo, Madrid, 1844
- Projet de jardins pour la plaza de Oriente et le Campo del Moro, Madrid, 1844-1846
- Restauration du monastère de l'Incarnation, Madrid, 1844-1847
- Réforme du palais du duc de Frías y Uceda, Madrid, 1845
- Restauration et achèvement de l'observatoire astronomique (es), Madrid, 1845- 1847
- Palais del marqués de Salamanca, Madrid, 1845-1855
- Achèvement de la plaza Mayor, Madrid, 1846
- Maison du palais du duc de Riánsares, Madrid, 1846-1847
- Projet de l'aménagement paysager du Buen Retiro y los Jerónimos, Madrid, 1847
- Réforme du noviciat des Jésuites pour l'Université centrale, Madrid, 1847-1852
- Restauration et achèvement du Museo del Prado, 1847-1852
- Plaza de la Armería (es), Madrid, 1849-1851
- Ordonnances pour la construction des bâtiments de la plaza de Oriente, Madrid, 1850
- Restauration de l'église Saint-Jérôme-le-Royal (San Jerónimo el Real), Madrid, 1851-1855
- Projet de pont sur le río Henares, 1852
- Rénovation du palais de Vista Alegre, Carabanchel (Madrid), 1859-1861
- Palais de Fontagud, Madrid, 1861
- Immeuble d'habitation, Madrid, 1864.